# 37-ма окрема бригада морської піхоти (Україна)
37-ма окрема бригада морської піхоти (37 ОБрМП) — з'єднання морської піхоти України чисельністю в бригаду. Підпорядковане 30-му корпусу морської піхоти.

## Історія

### Передумови
У лютому 2022 року Росія почала повномасштабне вторгнення в Україну.

### Створення
У січні 2023 року бригада набирала людей, які потім поїхали на навчання до Франції на машини AMX-10RC. За словами французів, українські солдати за місяць опанували програму, яку вони освоюють за півроку.
У травні 2023 року повідомлялося, що бригада, разом з 38-ю бригадою, перебувають на стадії формування.
У червні 2023-го підрозділи бригади брали участь у боях на південь від Великої Новосілки.
На липень 2023 року бригада продовжувала наступ на південь від Великої Новосілки. Бригада використовувала французькі бронемашини AMX-10RC. За оцінками морпіхів, ця машина поступалася танкам у вразливості коліс та у легкості броні, однак гармата 105 калібру дозволяла працювати з закритих позицій, і машина була маневрена та швидка.
23 травня 2025 року бригада відзначена почесною відзнакою «За мужність та відвагу».

## Структура
- 1-й батальйон морської піхоти[7]
- 2-й батальйон морської піхоти[8]
- 505-й окремий батальйон морської піхоти
- 1-й самохідний артилерійський дивізіон[9]
- підрозділ безпілотників «Koschey Group»[10]

## Оснащення
AMX-10RC та Oshkosh M-ATV.

## Командування
- 2025: полковник Шаталов Сергій[12]

## Втрати

### 2023
- 5 червня 2023 — Брюх Микола Олександрович, матрос, стрілець-помічник гранатометника. Загинув в районі селище Урожайне Волноваського району.[13]
- 5 червня 2023 — Добрянський Геннадій («Батя»). 49 років, с. Олександрівка Миколаївської області. Загинув під час штурмових дій поблизу селища Урожайне на Донеччині.[14]
- 11 червня 2023 — Отрощенко Віталій Петрович, матрос, гранатометник штурмової роти. Загинув біля селища Велика Новосілка на Донеччині в результаті ворожого обстрілу.[15]
- 12 червня 2023 — Сторожук Артур Леонідович («Ара»), молодший сержант, командир відділення. 17.03.1993 р.н. с. Агрономія, Арбузинського району. Загинув в сел. Велика Новосілка.[16]
- 12 червня 2023 — Крутілін Сергій Вікторович, стрілець-санітар. 21.01.1985. Загинув в районі смт Велика Новосілка Донецької області.[17]
- 13 червня 2023 — Буяло Олег Юрійович, лейтенант, командир роти. Герой України.[18]
- 13 червня 2023 — Гриценко Сергій Володимирович, лейтенант.[19]
- 8 липня 2023 — Шовенко Максим, молодший лейтенант. Загинув в районі с. Урожайне Донецької області.[20][21]
- 6 серпня 2023 — Литвин Руслан Олександрович, матрос, стрілець-санітар. Загинув в районі смт Велика Новосілка.[22]
- 7 грудня 2023 — Волошин Юрій, старший сержант. Загинув поблизу села Тягинка Херсонської області.[23]

### 2024
- 5 січня 2024 — Коцур Олег Васильович, водій відділення. Раптово помер.[24]
- 16 лютого 2024 — Сороколіт Тарас. 05.06.1979 р.н.[25]
- 21 червня 2024  - Бригинець Павло В’ячеславович, 42 роки. Майстер-сержант, навідник. Помер від поранень у госпіталі міста Дніпро[26].
- 27 червня 2024 — Кучерук Володимир Сергійович. 9 серпня 1991, м. Ланівці. Загинув в районі населеного пункту Новоберислав.[27]
- 30 вересня 2024 — Садовченко Андрій Володимирович. 1 квітня 1976, с. Понятівка Роздільнянського району Одеської області. Загинув в н.п. Велика Олександрівка Херсонської області.[28]
- 2 листопада 2024 — Рижов Василь, матрос. 03.09.1988, м. Олешки. Загинув у н.п. Богоявленка Донецької області.[29]
- 3 листопада 2024 — Доценко Олег. Загинув у Краматорську.[30]

### 2025
- 5 березня 2025 — Стогній Володимир Сергійович («Золотий»), командир батальйону.[31][32]
- 14 червня 2025 — Бородін Геннадій Едуардович (Індус), командир гармати.

## Традиції
23 травня 2025 року 37 окрема бригада морської піхоти Військово-Морських Сил Збройних Сил України указом Президента України Володимира Зеленського відзначена почесною відзнакою «За мужність та відвагу».

## Вшанування

### Нагороджені
Найвищими державними нагородами відзначені:
- Буяло Олег Юрійович — лейтенант, командир роти. Герой України (2024, посмертно).[18]